# Gallia Lugdunensis

Romerska riket med provinsen Gallia Lugdunensis (rött)

Gallia Lugdunensis var en provins inom romarriket som låg i mellersta delen av nuvarande Frankrike. Det område i Gallien som erövrades av Julius Caesar indelades i tre provinser, nämligen Gallia Belgica, Gallia Lugdunensis och Gallia Aquitania. Romarnas administrativa centrum i Gallien var Lugdunum,  nuvarande Lyon, efter vilken provinsen fick sitt namn. Provinsen omfattade området från Lugdunum mot nordväst fram till Atlanten.
Den romerska kontrollen över Gallien tog slut då frankerna under Klodvig I besegrade guvernören Syagrius år 486.